# Tre Giorni delle Fiandre Occidentali 2011
La Tre Giorni delle Fiandre Occidentali 2011, dodicesima edizione della corsa, valevole come prova del circuito UCI Europe Tour 2011 categoria 2.1, si svolse in due tappe, precedute da un cronoprologo iniziale, dal 4 al 6 marzo 2011 per un percorso di 377,4 km, con partenza da Middelkerke e arrivo ad Ichtegem. Fu vinta dal neozelandese Jesse Sergent del Team RadioShack, che si impose in 8h 33' 2" alla media di 44,13 km/h.
Al traguardo di Ichtegem furono 115 i ciclisti che completarono la competizione.

## Tappe
| Tappa  | Data    | Percorso                        | km    | Vincitore di tappa | Leader cl. generale |
| ------ | ------- | ------------------------------- | ----- | ------------------ | ------------------- |
| prol.  | 4 marzo | Middelkerke (cron. individuale) | 7     | Jesse Sergent      | Jesse Sergent       |
| 1ª     | 5 marzo | Bruges > Courtrai               | 174,9 | John Degenkolb     | Jesse Sergent       |
| 2ª     | 6 marzo | Nieuwpoort > Ichtegem           | 195,5 | Niko Eeckhout      | Jesse Sergent       |
| Totale | Totale  | Totale                          | 377,4 |                    |                     |

## Squadre e corridori partecipanti
| N.      | Cod. | Squadra                     |
| ------- | ---- | --------------------------- |
| 1-8     | COF  | Cofidis, le Crédit en Ligne |
| 11-18   | QST  | Quickstep Cycling Team      |
| 21-28   | OLO  | Omega Pharma                |
| 31-38   | LEO  | Team Leopard-Trek           |
| 41-48   | THR  | HTC-Highroad                |
| 51-58   | RSH  | Team RadioShack             |
| 61-68   | KAT  | Katusha Team                |
| 71-78   | VCD  | Vacansoleil-DCM             |
| 81-88   | ALM  | AG2R La Mondiale            |
| 91-98   | FDJ  | FDJ                         |
| 101-108 | EUC  | Team Europcar               |
| 111-118 | SAU  | Saur-Sojasun                |
| 121-128 | LAN  | Landbouwkrediet             |

| N.      | Cod. | Squadra                        |
| ------- | ---- | ------------------------------ |
| 131-138 | TSV  | Topsport Vlaanderen-Mercator   |
| 141-148 | VWA  | Verandas Willems-Accent        |
| 151-158 | SKS  | Skil-Shimano                   |
| 161-168 | APP  | Team NetApp                    |
| 171-178 | CSM  | Team SpiderTech powered by C10 |
| 181-188 | SKT  | An Post-Sean Kelly Team        |
| 191-198 | CMD  | Colba-Mercury                  |
| 201-208 | QCT  | Donckers Koffie-Jelly Belly    |
| 211-218 | EDR  | Endura Racing                  |
| 221-228 | RB3  | Rabobank Continental Team      |
| 231-238 | RIJ  | Cyclingteam De Rijke           |
| 241-248 | TSP  | Nutrixxion Sparkasse           |

## Dettagli delle tappe

### Prologo
- 4 marzo: Middelkerke – Cronometro individuale – 7 km

Risultati
| Pos. | Corridore          | Squadra    | Tempo |
| ---- | ------------------ | ---------- | ----- |
| 1    | Jesse Sergent      | RadioShack | 8'14" |
| 2    | Sébastien Rosseler | RadioShack | a 10" |
| 3    | Sam Bewley         | RadioShack | s.t.  |

| Pos. | Corridore          | Squadra    | Tempo |
| ---- | ------------------ | ---------- | ----- |
| 1    | Jesse Sergent      | RadioShack | 8'14" |
| 2    | Sébastien Rosseler | RadioShack | a 10" |
| 3    | Sam Bewley         | RadioShack | s.t.  |

### 1ª tappa
- 5 marzo: Bruges > Courtrai – 174,9 km

Risultati
| Pos. | Corridore       | Squadra      | Tempo    |
| ---- | --------------- | ------------ | -------- |
| 1    | John Degenkolb  | HTC-Highroad | 3h53'24" |
| 2    | Robert Wagner   | Leopard-Trek | s.t.     |
| 3    | Jens Keukeleire | Cofidis      | s.t.     |

| Pos. | Corridore          | Squadra    | Tempo    |
| ---- | ------------------ | ---------- | -------- |
| 1    | Jesse Sergent      | RadioShack | 4h01'38" |
| 2    | Sébastien Rosseler | RadioShack | a 10"    |
| 3    | Sam Bewley         | RadioShack | s.t.     |

### 2ª tappa
- 6 marzo: Nieuwpoort > Ichtegem – 195,5 km

Risultati
| Pos. | Corridore        | Squadra      | Tempo    |
| ---- | ---------------- | ------------ | -------- |
| 1    | Niko Eeckhout    | An Post      | 4h31'24" |
| 2    | Jimmy Casper     | Saur-Sojasun | s.t.     |
| 3    | Dominique Rollin | FDJ          | s.t.     |

| Pos. | Corridore          | Squadra    | Tempo    |
| ---- | ------------------ | ---------- | -------- |
| 1    | Jesse Sergent      | RadioShack | 8h33'02" |
| 2    | Sébastien Rosseler | RadioShack | a 10"    |
| 3    | Michał Kwiatkowski | RadioShack | s.t.     |

## Evoluzione delle classifiche
| Tappa              | Vincitore          | Classifica generale | Classifica a punti | Classifica sprint | Classifica giovani | Classifica a squadre |
| ------------------ | ------------------ | ------------------- | ------------------ | ----------------- | ------------------ | -------------------- |
| 1ª                 | Jesse Sergent      | Jesse Sergent       | Jesse Sergent      | non assegnata     | Jesse Sergent      | Team RadioShack      |
| 2ª                 | John Degenkolb     | Jesse Sergent       | Jesse Sergent      | David Boucher     | Jesse Sergent      | Team RadioShack      |
| 3ª                 | Nico Eeckhout      | Jesse Sergent       | Dominique Rollin   | Dominique Rollin  | Jesse Sergent      | Team RadioShack      |
| Classifiche finali | Classifiche finali | Jesse Sergent       | Dominique Rollin   | Dominique Rollin  | Jesse Sergent      | Team RadioShack      |

## Classifiche finali

### Classifica generale
| Pos. | Corridore          | Squadra      | Tempo    |
| ---- | ------------------ | ------------ | -------- |
| 1    | Jesse Sergent      | RadioShack   | 8h33'02" |
| 2    | Sébastien Rosseler | RadioShack   | a 10"    |
| 3    | Michał Kwiatkowski | RadioShack   | s.t.     |
| 4    | Dominique Rollin   | FDJ          | a 15"    |
| 5    | Matthieu Ladagnous | FDJ          | a 18"    |
| 6    | Jens Mouris        | Vacansoleil  | a 19"    |
| 7    | Jimmy Engoulvent   | Saur-Sojasun | a 20"    |
| 8    | Niko Eeckhout      | An Post      | a 24"    |
| 9    | Sébastien Chavanel | Europcar     | a 33"    |
| 10   | Klaas Lodewyck     | Omega Pharma | a 40"    |

### Classifica a punti
| Pos. | Corridore        | Squadra      | Punti |
| ---- | ---------------- | ------------ | ----- |
| 1    | Dominique Rollin | FDJ          | 17    |
| 2    | Jesse Sergent    | RadioShack   | 15    |
| 3    | Niko Eeckhout    | An Post      | 15    |
| 4    | John Degenkolb   | HTC-Highroad | 15    |
| 5    | Robert Wagner    | Leopard-Trek | 14    |

### Classifica sprint
| Pos. | Corridore           | Squadra       | Punti |
| ---- | ------------------- | ------------- | ----- |
| 1    | Dominique Rollin    | FDJ           | 7     |
| 2    | David Boucher       | Omega Pharma  | 6     |
| 3    | Jimmy Engoulvent    | Saur-Sojasun  | 5     |
| 4    | Matthieu Ladagnous  | FDJ           | 4     |
| 5    | Guillaume Bonnafond | AG2R La Mond. | 4     |

### Classifica giovani
| Pos. | Corridore          | Squadra      | Punti    |
| ---- | ------------------ | ------------ | -------- |
| 1    | Jesse Sergent      | RadioShack   | 8h33'02" |
| 2    | Michał Kwiatkowski | RadioShack   | a 10"    |
| 3    | Klaas Lodewyck     | Omega Pharma | a 40"    |
| 4    | G. Van Keirsbulck  | Quickstep    | a 42"    |
| 5    | Jarl Salomein      | Topsport Vl. | a 56"    |

### Classifica a squadre
| Pos. | Squadra            | Tempo     |
| ---- | ------------------ | --------- |
| 1    | Team RadioShack    | 25h39'26" |
| 2    | FDJ                | a 6'31"   |
| 3    | Saur-Sojasun       | a 6'52"   |
| 4    | Team Europcar      | a 6'55"   |
| 5    | Omega Pharma-Lotto | a 9'16"   |